# Liste des chanteurs et groupes de chants de marins
Cette liste de chanteurs et groupes de chants de marins répertorie, de manière la plus exhaustive possible, les compositeurs et interprètes de chants de marins :

## A
- Abjean (René)
- Air Haleur - Groupe fondé à Montgermont (Ille et Vilaine - France) en 1999. 6 albums à son actif. Chaque chanteur (12), dont certains sont musiciens, chaque chanteur est meneur  de ses chansons.
- Ansquer (Henri)
- Abernot (Denez)
- Arbogast (Luc)
- Avurnav
- À virer (Plougastel-Daoulas)

## B
- Babord amure[1]
- Banana Boat : Groupe vocal polonais a cappella (chants marin contemporain).
- Botrel (Théodore)
- Boulineriens (Les) / Les "Bouli" : Groupe fondé en 1993 à Plozevet, 5 albums produits, ils se consacrent aux festivals nationaux de chants de marins.
- Breizirland (Freddy)
- Briand (Roger)- http://rogerbriand.e-monsite.com/ ( Auteur-compositeur de chants de mer et de marins )[2]
- Bryant (Jerry)
- Budet (François)

## C
- Cabestan
- Cap au Rhum
- Capstern : Rock marin festif crée en 1992, auteurs de 4 albums.
- Charbonners de l'Enfer (Les)
- La Chifonnie
- Corrigan Fest
- Cré tonnerre : Chants de marins et composition (sud Belgique).
- Captain oc: chants de marins et compositions

## D
- Decloux (Thierry)
- Desnos (Christian)
- Detressan (Renaud), alias Gary Wicknam : Né à Lorient, membre fondateur du groupe Soldat Louis, également connu pour sa carrière solo et compositeur de 2 morceaux sur l'album Marchand de cailloux de Renaud.
- Djiboudjep : Fondé à Lorient en 1970 par Michel Tonnerre avec Mikael Yaouank. Le groupe totalise 10 disques (composition et traditionnel), dont une anthologie des chants de marins.

## E
- Estève (Daniel)
- Etienne (Yvon)

## F
- Feautrier (Eugène)
- Ferrec (Jean Paul)

## G
- Girou (Henry)
- Gourlazous (Les) : groupe au répertoire entre chants traditionnels et mélodies contemporaines.

## H
- Hugill (Stan)

## J
- Jacques (Henry)
- Jaffrès (Gérard)
- Jouin (Lors)
- Jambe de Chien

## L
- La Fiancée du Pirate (Groupe Folk rock maritime fondé en 2007 en bord de Garonne. 4 musiciens/Nadia Joly. Toujours vivant !)
- Le Coustumer (Pierre)
- Le Cunff (Louis)
- les Forbans de Lion ( groupe de  chant de marins Lions sur Mer 14780)
- Le Grumelec (Vincent) : Chanteur du groupe Rhum et Eau
- Le Xv Marin (groupe Nantais fondé en 1992 issu du milieu rugbystique, auteur de nombreuses compositions originales)
- les Gabiers d’Aquilon
- Les gars d'La Houle (groupe de Cancale, chants de mer et d'ailleurs et reprises de Brassens)
- Les gars de la côte (groupe de Hermanville-sur-Mer)
- Lesieur (Jean Marc)
- Long John Silver
- Les Vénus du Matelot (Trio polyphonique maritime - 2 chanteuses et 1 chanteur guitariste)

## M
- Malicorne : groupe de musique folk formé en 1973 et actif jusqu'en 1981, mené par Gabriel Yacoub.

- Marée de Paradis : Groupe de 4 chanteurs et musiciens, répertoire musique et chants de tradition maritime de Normandie.
- Marins des Abers (Les) : Groupe de Plabennec, créé dans les années 2000, 3 CD (2005, 2008, 2012). Ce groupe est composé de 25 chanteurs et 3 à 4 musiciens.
- Marins d'Iroise (Les) : Groupe issu de la "Chorale Iroise" (Plouzané).
- Mille Sabords : Groupe de Pontchâteau (Loire-Atlantique).
- Mouez port Rhu (Les): Groupe de chants marins à Douarnenez (Finistère) depuis 1992. Le groupe aura 30 ans aux fêtes maritimes de Douarnenez 2022 !
- Mor Braz : Chansons de la piraterie entre le XVIe et le milieu du IXe.

## N
- Nordet[3]

## P
- Pavillon noir : Groupe de cinq musiciens et chanteurs originaire de PACA.
- Pyrates Royale

## Q
- Quéré (Christian)

## R
- Raph Quartier-Maître-Chanteur - Estuaire de la Gironde
- Rhum et Eau : Groupe de Lorient composé de Vincent Le Grumelec et Guillaume Yaouank[4].
- Rives (Les), (Martine et Serge Rives) : 6 albums, 3000 concerts en France, Europe et Québec.
- Rohan

## S
- Soldat Louis : Compositions récentes de chants sur la vie actuelle de marin.
- Solidor (Suzy)
- Sonerien Du : Groupe de musique bretonne créé en 1971.
- Souillés de fond de cale (Les) : Groupe des Côtes-d'Armor.

## T
- Taillevent : Groupe de chanteurs de la Presqu'île de Rhuys, chantant notamment en breton et en français.
- Tonnerre (Michel) : Chanteur et compositeur contemporain, auteur de nombreux chants repris par de nombreux groupes, fondateur du groupe Djiboudjep en 1970.
- Tonnerres de Brest (Les)
- Tribordais (Les)
- Tri Yann

## V
- Vents et marées
- Vent d'Bout (Groupe Folk maritime fondé en 2017 à Saint Brieuc - 3 musiciens chanteurs et une chanteuse)

## W
- Weaver (the) : Quatuor de musique folk du quartier de Greenwich Village, à New York, Fondé en 1948 et principalement actif durant les années 1950.
- Whiskey Bards

## Y
- Yacoub (Gabriel) : membre fondateur et leader du groupe de musique folk Malicorne formé en 1973 et actif jusqu'en 1981.

- Yaouank (Mikael) : Membre fondateur du groupe Djiboudjep avec Michel Tonnerre.
- Yvart (Jacques)